# Livets Tragedie
Livets Tragedie eller En Kvindeskæbne er en dansk stum melodramafilm fra 1912 produceret af Filmfabrikken Skandinavien. Filmens instruktør er ukendt. 
Filmen havde dansk premiere den 12. februar 1912 i Kinografen. 

## Handling
Den gamle kontormand Johnsen har slidt sig op på den rige sagfører Bangs kontor. Da han ligger for døden, skriver han et brev til sagføreren og beder ham om at antage sin datter, Ella, således, at han kan drage omsorg for hende. Johnsen dør, og Ella får en stilling på sagførerkontoret. På kontoret møder hun den unge kontorist Rudolf Berg, som indlader sig hos Ella. Da sagfører Bang gør tilnærmelser til Ella, går Rudolf i brechen for hende, og både Rudolph og Ella afskediges. Ella slider i det som syerske, men Rudolf finder ikke andet arbejde, og klynker over, at parret ikke har penge nok, og på trods af, at Ella stadig elsker Rudolf, er hans elskov tydeligt kølnet. Ella arver et større beløb fra sin onkel, som hun giver til Rudolf, således at han kan købe sig ind i en grosserers virksomhed. Rudolf interesserer sig for sin kompagnons unge datter, Anna, og da Ella konfronterer ham med det, afbryder Rudolf forholdet til Ella.  Da Ella i avisen læser om Rudolfs forlovelse med Anna, tager det så kraftigt på hende, at hun må indlægges på et sindssygehospital. Hun udskrives, men er fortsat ulykkelig.
Nogle år senere bliver Rudolf kørt ned af et automobil og kvæstes livsfarligt. Han plejes af barmhjertige nonner fra det nærliggende hospital. Rudolf kigger på et tidspunkt og og ser Ella i nonnedragt. Han beder om tilgivelse, men Ella peger op mod himlen - Kun Gud dømmer!. Da Rudolf udånder, beder Ella og Anna for den døde sjæl.

## Medvirkende
- Vera Brechling som Ella, Johnsens datter
- Knud Rassow som Rudolf Berg
- Lauritz Hansen som Sagfører Bang
- Amélie Kierkegaard som Anna, Mortons datter
- Fritz Lamprecht som Grosserer Morton
- Edmund Petersen som Sagfører Friis
- Nanna Jørgensen som Vågekonen
- Solborg Fjeldsøe som Søster Veronika
- Hans Kayrød som Overlægen